# Schaffhausen
Schaffhausen  poslech (francouzsky Schaffhouse, italsky Sciaffusa, rétorománsky  Schaffusa) je město na severu Švýcarska, ležící na řece Rýn. Zároveň jde o hlavní město stejnojmenného kantonu. Žije zde přibližně 39 tisíc obyvatel. 
Ve starém městě se nachází řada budov z doby renesance zdobených vnějšími freskami a sochami a také stará kantonální pevnost Munot. Schaffhausen je železniční křižovatkou švýcarské a německé železniční sítě. Jedna z tratí spojuje město s nedalekými Rýnskými vodopády v Neuhausenu am Rheinfall, největším vodopádem v Evropě, který je turistickou atrakcí. U nich se na levém břehu Rýna nalézá známý hrad Laufen.
Úředním jazykem v Schaffhausenu je standardní švýcarská němčina, ale hlavním mluveným jazykem je místní varianta alemanského dialektu švýcarské němčiny. Ve městě je, stejně jako v celém kantonu Schaffhausen, dosud zavedena povinná volební účast.

## Etymologie
Poprvé je město zmíněno v roce 1045 pod jménem Villa Scafhusun. Existují dvě hlavní uznávané teorie o původu jména města a také mnoho nepravděpodobných legend. První je spojována s tím, že zde býval brod přes Rýn a bylo zde užíváno plavidlo známé jako scapha a tak vznikl název Scafhusun. Jiná teorie říká, že jméno Scafhusun vzniklo na základě slova „Schaf“ (ovce), které byly o okolí chovány; ostatně ve znaku města lze nalézt berana.

## Geografie
Schaffhausen je nejsevernějším městem Švýcarska a spolu s Basilejí, obcemi Stein am Rhein, Neunkirch a Eglisau je jedním z mála švýcarských měst severně od tzv. Vysokého Rýna (Hochrhein), tvořícího z velké části hranici mezi Německem a Švýcarskem. Schaffhausen leží jihovýchodně od řeky Randen, u ústí řeky Durach, která se vlévá ze severu do Rýna.
Staré město má mnoho renesančních budov. Schaffhausen dostal přezdívku „město arkýřů“ kvůli svým přibližně 300 arkýřům. Mimo původní městské hradby, avšak v současnosti uprostřed města kvůli jeho rozšíření, se nachází Munot, pevnost ze 16. století. Jihozápadně od města, ale již mimo jeho katastr, se nachází Rýnské vodopády, největší vodopády v Evropě. Z rozlohy obce 41,78 km² je 19,9 % zastavěno, 29,1 % je využíváno zemědělsky a 51 % je zalesněno.

### Správní členění

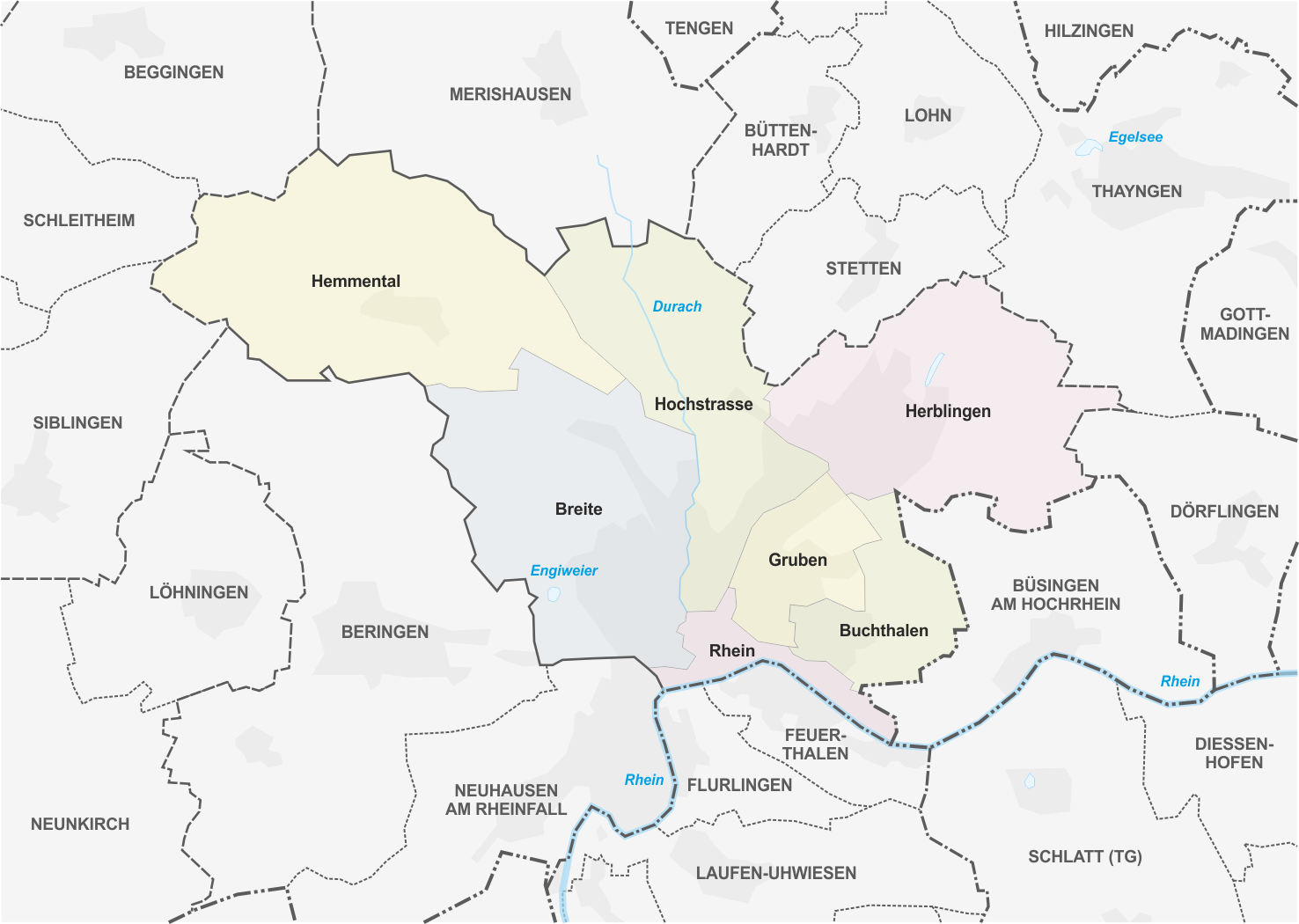
Městské části Schaffhausenu

Město Schaffhausen je tvořeno těmito městskými částmi:
- Rhein
- Breite
- Hochstrasse
- Herblingen (připojen k městu roku 1964)
- Gruben
- Buchthalen (připojen k městu roku 1947)
- Hemmental (připojen k městu roku 2009)

## Historie

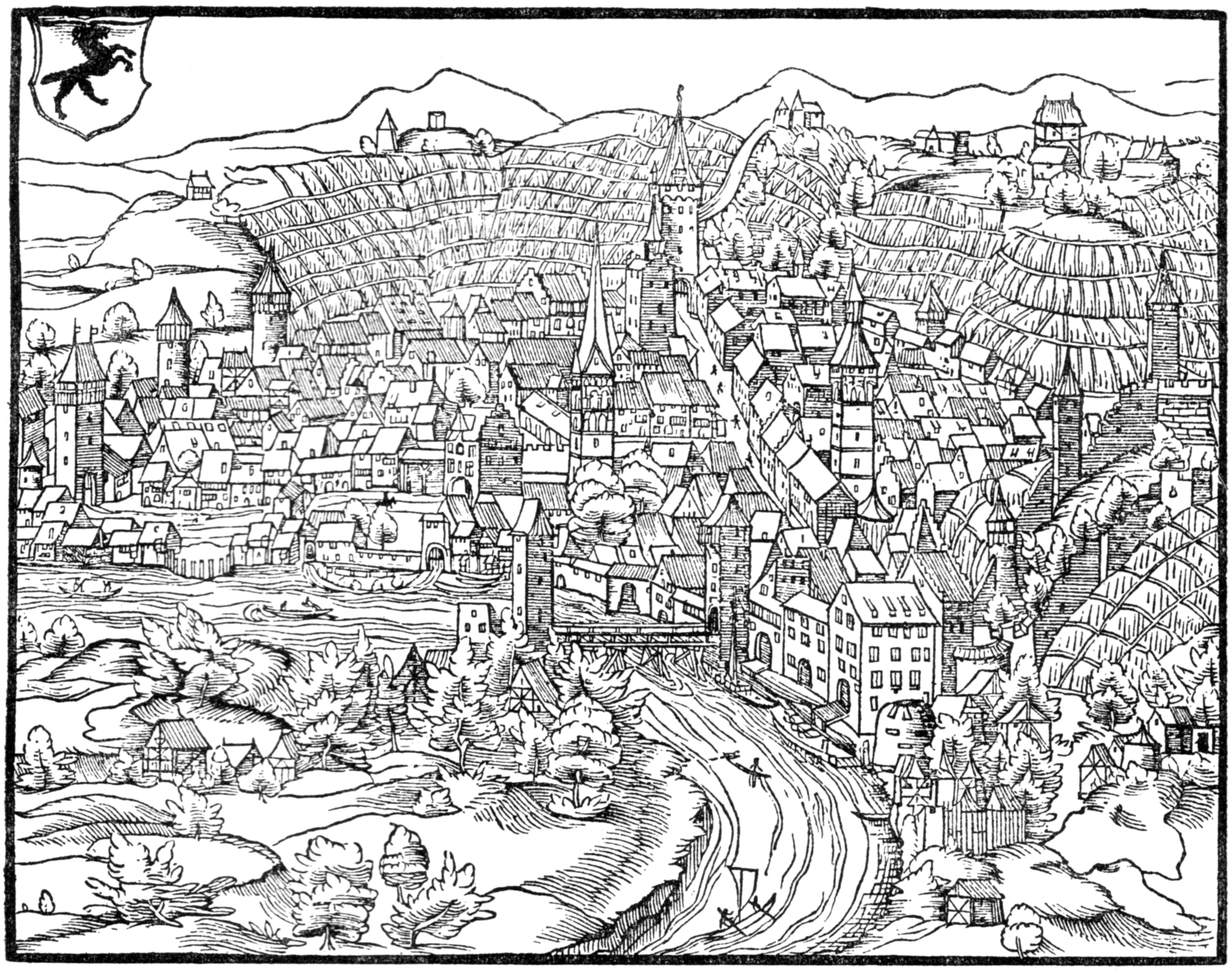
Schaffhausen na vyobrazení z roku 1548

### Prehistorické osídlení
Před 10 000 až 15 000 lety využívali lidé v době kamenné oblast na území dnešního města jako tábořiště. Na rozdíl od jiných obcí v kantonu se na území města nenacházejí žádné stopy z doby bronzové, keltské ani římské.

### Berslingen
Kolem roku 600 n. l. postavili alamanští osadníci na východě údolí Merishausertal severně od města Schaffhausen poblíž dnešní budovy Logierhaus první usedlost. Vznikla zde středověká vesnice Berslingen, která byla opuštěna kolem roku 1200. Dnes už po Berslingenu nejsou patrné žádné stopy.

### Středověk

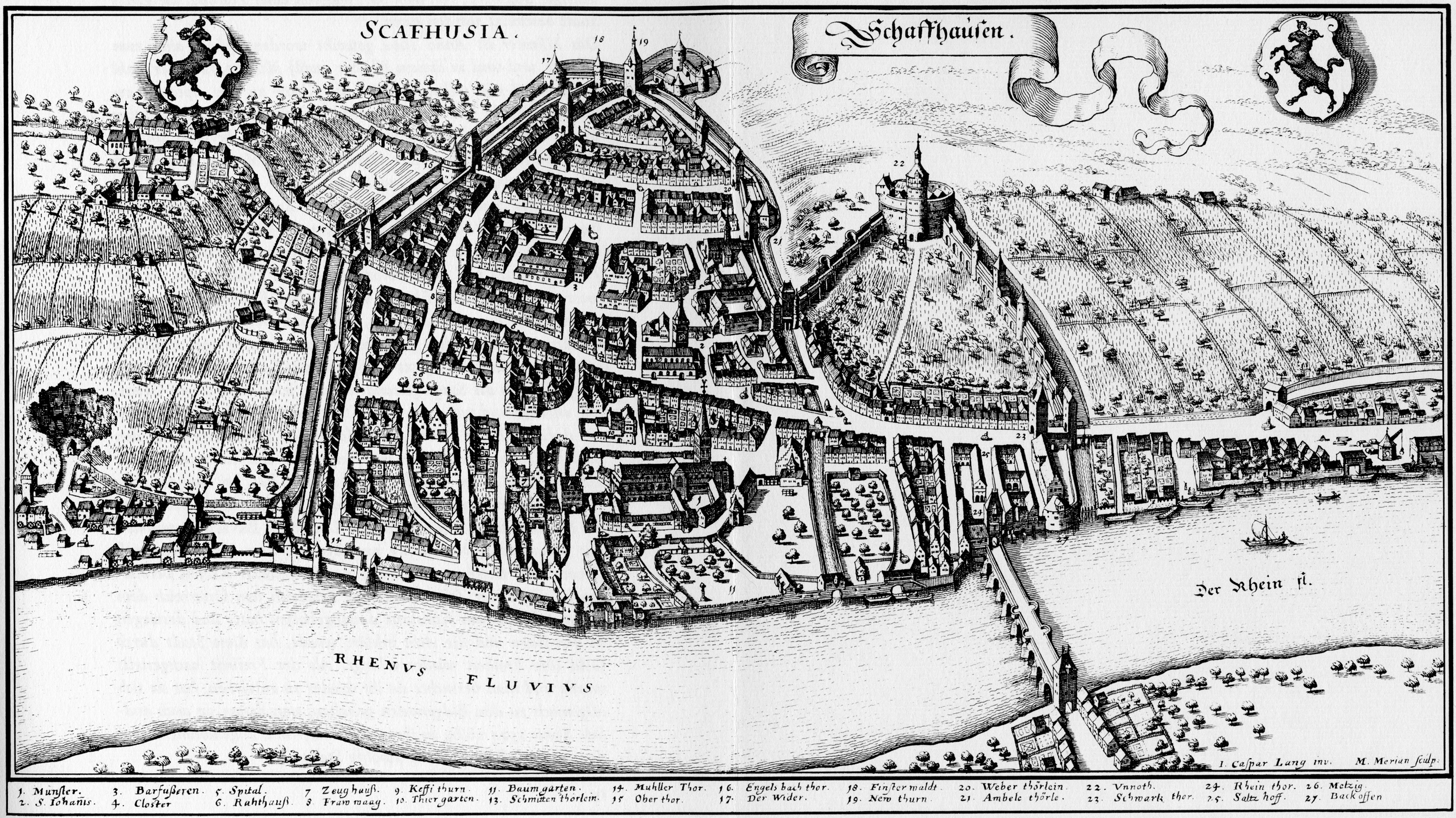
Schaffhausen (1642)

Město Schaffhausen vzniklo kolem roku 1000 díky své zvláštní geografické poloze. V té době byl Rýn u Schaffhausenu široký a velmi mělký. Bylo to jedno z mála míst, kde se dala řeka překonat na koních. Tento brod a na něj navazující Schnellen a Rýnské vodopády přerušily vodní cestu od Bodamského jezera směrem na Basilej. Lodě musely být vyloženy. Zboží bylo přepravováno po souši až pod Rýnské vodopády. Schaffhausen se tak stal důležitým překladištěm v regionu.
V roce 1045 udělil král Jindřich III. Černý v Kolíně nad Rýnem hraběti Eberhardu VI. z Nellenburgu právo razit mince pro osadu Scafhusun na Rýně. Jmenovací listina je uložena v městském archivu Schaffhausenu. Původ názvu města je nejasný; možné výklady jsou: "bei den Schafställen" (ze starohornoněmeckého scāf „ovce“; takto chápáno již ve 12. století a přeloženo do latiny jako Ovidomus; na nejstarších dochovaných mincích Schaffhausenu z téže doby je zobrazen beran, viz také vlajka a znak kantonu Schaffhausen), "bei den Häusern am Röhricht" (starohornoněmecky scaft „hřídel, kopí, trubka“), "bei den Häusern mit Schöpf- oder Lagergefässen" (starohornoněmecky sca(p)f „naběračka, míra na obilí“; odkaz na manipulaci se zbožím).

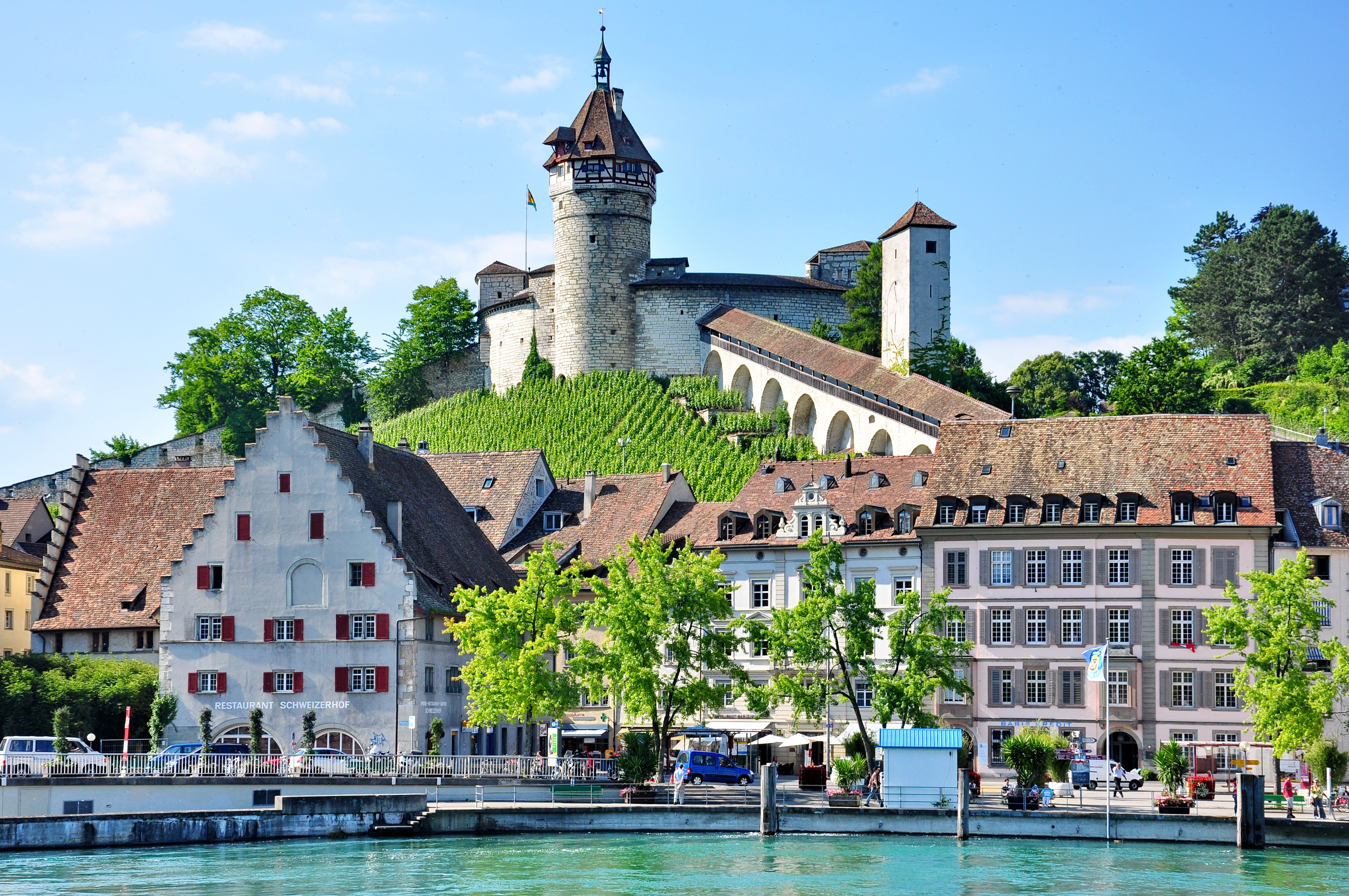
Pevnost Munot nad městem

V roce 1049 založili manželé Ita a Eberhard von Nellenburg klášter v Allerheiligenu. Řádem, spravujícím klášter, se stali benediktini. Klášterní budovy byly dokončeny v roce 1064. V letech 1090–1105 byl postaven románský kostel Minster jako nový klášterní kostel. Klášterní věž byla přistavěna ve druhé polovině 12. století. Oltář a staveniště posvětil papež Lev IX. Eberhardův syn, hrabě Burkhard von Nellenburg, daroval v roce 1080 město Schaffhausen klášteru Allerheiligen spolu s právem na trh a ražbu mincí. Příslušný opat tak byl pánem nad městem. V témže roce věnoval hrabě Burkhard von Nellenburg klášter Sankt Agnesen své matce, hraběnce Itě († po roce 1100). V roce 1190 se klášter Allerheiligen a město staly císařskou immedií, tj. byly přímo podřízeny římskoněmeckému císaři Jindřichovi VI. Štaufskému. V roce 1250 byl založen klášter Barfüsserkloster jako již třetí klášter ve městě. Beran vybíhající z brány se poprvé objevuje na pečeti z roku 1253. Od tohoto data je zároveň známa vlastní pečeť města. První zmínka o pevném mostě přes Rýn pochází z roku 1259. V roce 1278 král Rudolf I. Habsburský ujistil občany, že mohou být postaveni před soud v Schaffhausenu. Občané se tak cítili být obyvateli svobodného města. V roce 1299 mělo město 376 domů a 6 věží. Od roku 1324 převzal Schaffhausen ochranné právo nad klášterem Paradies.
V roce 1312 uzavřel Schaffhausen čtyřleté spojenectví s Curychem, St. Gallenem a Kostnicí s cílem zlepšit obchodní vztahy a vzájemnou pomoc. V roce 1330 zastavil král Ludvík Bavorský vévodům Albrechtovi II. a Otovi Habsburskému nejen Rheinfelden, ale i město Schaffhausen. Město tak přišlo o četná privilegia císařského města. Schaffhausen se na dalších 85 let stal rakouským venkovským městem a musel každoročně platit poplatky habsburským exekutorům. Téměř tři čtvrtiny všech domů v Schaffhausenu byly zničeny při ničivém požáru v roce 1372. V roce 1386 musel Schaffhausen bojovat na straně Habsburků proti vojskům Staré konfederace v bitvě u Sempachu. V bitvě přišlo o život několik příslušníků městské šlechty. Jeden z prvních známých čarodějnických procesů se konal v roce 1402 v Schaffhausenu.
Židé žili v Schaffhausenu od 2. poloviny 13. století. První pogrom se odehrál v roce 1349. V roce 1401 vedla fáma a falešné obvinění ke krveprolití židovského obyvatelstva. 30 Židů bylo po krutém mučení upáleno na hranici. Jen o několik let později se ve městě opět usadili Židé. Město ukončilo právo Židů žít v roce 1472. Kromě krátkého přerušení v 16. století trval tento zákaz bydlení až do konce Staré konfederace v roce 1798.
Kromě tzv. Malé rady s „nižším“ starostou existovala Velká rada, které od roku 1411 předsedal vrchní starosta, a také důležitý úředník – pokladník. Od roku 1853 mají starostové města titul Regierungspräsident.
Na Zelený čtvrtek roku 1418 projížděl Schaffhausenem papež Martin V., nově zvolený na Kostnickém koncilu, na své cestě do Říma.

#### Cechy
1. července 1411 udělil Fridrich IV. Habsburský řemeslníkům a obchodníkům v Schaffhausenu právo zakládat cechy. Schaffhausenské cechy od té doby určovaly obchod a politiku města po více než 400 let. Existovalo 10 řemeslnických cechů (rybářský, koželužský, ševcovský, krejčovský, kovářský, cimbálový, koňský, řeznický a tkalcovský). Kromě nich vznikly dva spolky zun Herren (patricijských rodin) a zun Kaufleuten (obchodníků).

#### Cesta ke Švýcarské konfederaci

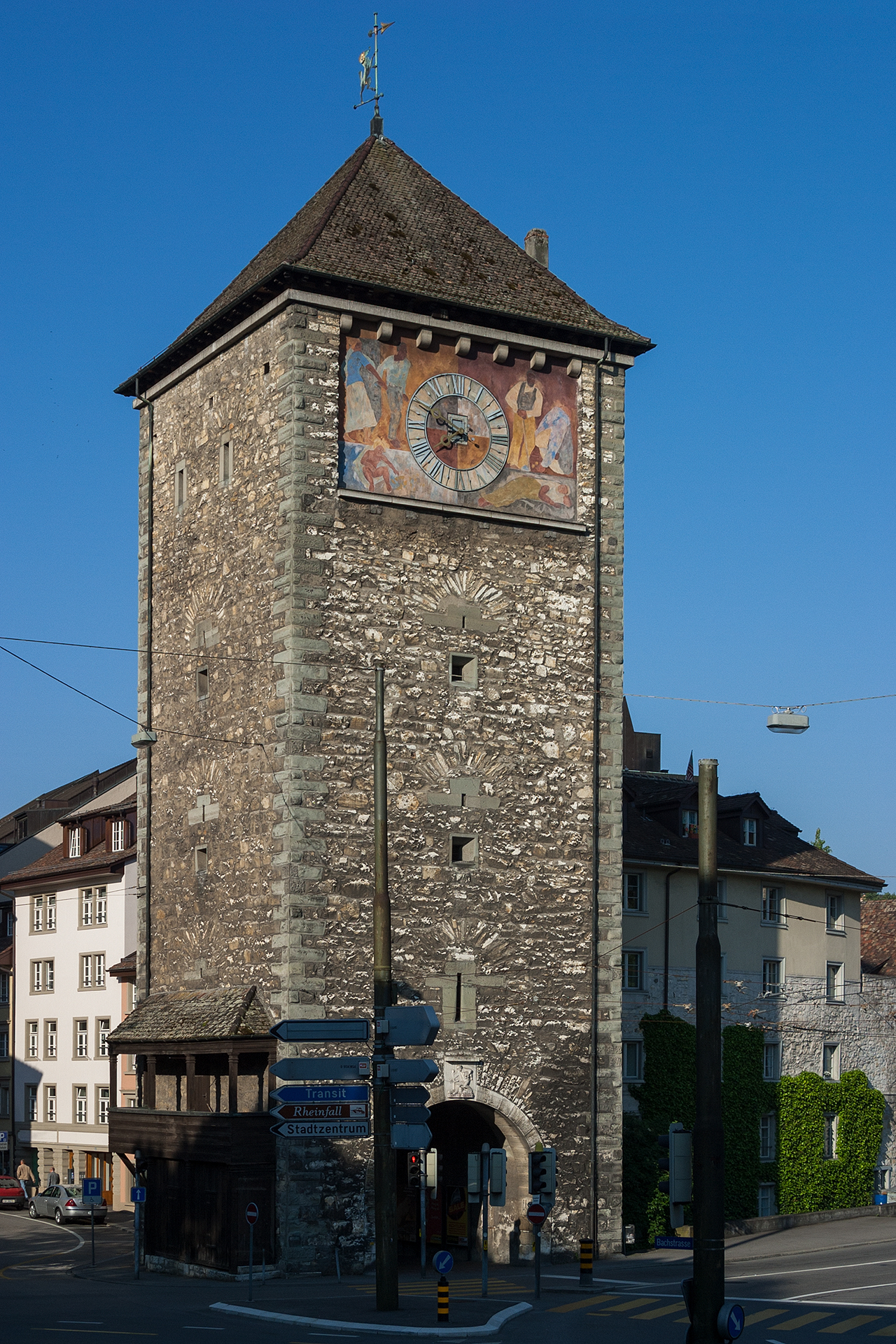
Švábská věž v Schaffhausenu

V roce 1415 byl vévoda Fridrich na Kostnickém koncilu ostrakizován. Pomohl uprchnout nezákonnému papeži Janu XXIII. Římský a německý král Zikmund Lucemburský v roce 1418 Schaffhausen opět povýšil na císařské město a dal ho pod ochranu měst Bern, Curych a Solothurn. Tento krok znamenal důležité sblížení s konfederací. Během tzv. staré curyšské války se vztahy s konfederací ochladily a Schaffhausen se orientoval na sever. V roce 1445 se připojil ke Švábskému městskému spolku.
Rakouský vévoda Albrecht VI. uvalil na konfederaci blokádu. Aby to zdůraznil, nařídil Alwigovi X. ze Sulzu, aby přes jeho území neprocházelo žádné další obchodní zboží. V roce 1449 se spor vyhrotil konfiskací vzácných látek z Ulmu. Jihoněmecká města vyzvala Schaffhausen k zastavení těchto akcí. Dne 23. září 1449 Schaffhausenští vtrhli na hrad Balm. Vévoda Albrecht Habsburský, patron hrabat ze Sulzu, si stěžoval králi Fridrichu III. ve Vídni. Uvrhl Schaffhausen do císařského podezření. Kdokoli v říši mohl nyní beztrestně zakročit proti Schaffhausenu. Jihoněmecká města se musela zavázat, že nebudou Schaffhausen dále podporovat. Kromě toho musel Schaffhausen zaplatit vysoké odškodné. Obyvatelé Schaffhausenu nechtěli tuto částku zaplatit sami a požádali své partnery ve Švábském spolku, aby se na pokutě podíleli. Protože Švábský svaz měst nebyl připraven platit, Schaffhausen zastavil platby příspěvků. Tím se Schaffhausen značně izoloval. Habsburkové chtěli této izolace využít k tomu, aby Schaffhausen získali zpět pod svou vládu. Schaffhausenská rada v tísni vyslala posly do spřátelených švábských měst a ke konfederátům s žádostí o podporu. Protože Schaffhausen fakticky opustil Švábský spolek, poslal do ní pouze 20 vojáků. Spolek (pravděpodobně) vyslal pomocný kontingent několika set vojáků. Dne 1. června 1454 tak došlo k prvnímu oficiálnímu spojenectví mezi Schaffhausenem a konfederačními kantony Curych, Bern, Lucern, Zug, Glarus a Schwyz. Uri a Unterwalden se z obavy před městskou přesilou nezúčastnili. Spojenectví bylo uzavřeno na 25 let a bylo prvním krokem k trvalému svazku. Habsburkové se ze strachu před konfederačními vojsky stáhli z okolí Schaffhausenu.
S podporou konfederátů Schaffhausen v roce 1455 dobyl část říše a zbavil hraběte Ulricha von Stoffeln vlády nad Thayngenem. V roce 1457 se městečko Stein am Rhein vykoupilo z područí pánů z Klingenbergu a v roce 1459 uzavřelo spojenectví s Curychem a Schaffhausenem. Na straně konfederace pomáhali Schaffhausenští při dobývání Thurgau. Schaffhausen vyslal 106 vojáků na podporu konfederátů v bitvě u Grandsonu proti burgundskému vévodovi Karlu Smělému. O účasti v bitvě u Murtenu nejsou žádné záznamy.
V roce 1479 bylo spojenectví s konfederáty obnoveno na dalších 25 let, tentokrát i s Uri a Unterwaldenem. Přestože byli Schaffhausenští během švábské války požádáni římskoněmeckým králem a pozdějším císařem Maxmiliánem I. Habsburským, aby s ním bojovali proti konfederátům, spojenectví dodrželi. Schaffhausen byl důležitou základnou Konfederace na severu. Během švábské války chránil Schaffhausen před útokem silný kontingent konfederačních vojáků. Navzdory několika úspěšným dobyvačným a loupežným tažením konfederačních kontingentů v Klettgau, Hegau a Sundgau nedošlo v důsledku švábské války k žádným významným územním ziskům. Přestože se Schaffhausen spolu s Curychem a Solothurnem několikrát pokusil přesvědčit ostatní konfederáty, aby dlouhodobě obsadily a zajistily dobytá území, nedůvěra mezi venkovskými a městskými kantony zabránila jakémukoli dlouhodobému získání území. Krutost válečných akcí také odradila obyvatelstvo pohraničních oblastí od Konfederace, takže s podporou anexe ze strany místního obyvatelstva již nebylo možné počítat. Navzdory prohrané bitvě u Dornachu požadoval král Maxmilián I. na mírových jednáních v roce 1499 zrušení konfederačního uspořádání se Švýcarskou konfederací. Starosta Schaffhausenu Konrad Barter vyzval, aby Schaffhausen nyní uzavřel s Konfederací trvalé spojenectví.
Dne 10. srpna 1501 se městský stát Schaffhausen stal dvanáctým řádným členem Konfederace. V roce 1513 se ke konfederaci připojil také Appenzell. Těchto třináct starých států, dnešních kantonů tvořilo tzv. Starou konfederaci až do roku 1798.

### 16. – 18. století

Schaffhausen na počátku 19. století

V roce 1522 se městskému státu Schaffhausen naskytla příležitost rozšířit své území na sever. Hrabata z Tengenu se zadlužila a nabídla své panství k prodeji úřadům v Schaffhausenu za malou částku 8310 zlatých (v roce 1985 v přepočtu asi 100 000 CHF), včetně vrchnostenského a dolního soudnictví. Území se rozkládalo od Durachu u Merishausenu přes Kommingen až po řeku Aitrach, přítok Dunaje. Radní nabídku odmítli, protože hrabě Christoph von Tengen stále dlužil městu Schaffhausen 5000 zlatých. Rada vyslala do Hegau 300 mužů, aby hraběte zajali. Ten se rozhořčeně obrátil na císaře Karla V. a prodal hrabství ambiciózním Habsburkům za stejnou cenu.
Klášter Allerheiligen byl zrušen v roce 1524. V roce 1525 získalo město Schaffhausen od biskupa z Kostnice výsostná práva nad Neunkirchem, Oberhallau a Hallau. Pastor Sebastian Hofmeister již několik let ve městě šířil myšlenku reformace. V roce 1529 rada rozhodla o konverzi města k novému vyznání. Po reformaci byl zrušen také klášter Barfüsserkloster a klášter Sankt Agnesen. V budovách Anežského kláštera byl umístěn špitál. Majetek a svrchovaná práva nad několika vesnicemi v okolí Schaffhausenu tak byly převedeny ze tří městských klášterů na městský stát Schaffhausen způsobem, který nebyl právně dokonalý. Ta mohla odpovídajícím způsobem rozšířit své území a vliv. V témže roce získalo město Schaffhausen od konventu Paradies nižší soudní pravomoc nad vesnicemi na Rýně a v roce 1521, resp. 1534, právo vlády nad Herblingen a vesnicemi na dolním toku Rýna. V roce 1530 přešly Schleitheim a Beggingen z lankrabství Stühlingen na město Schaffhausen výměnou za Grafenhausen a Birkendorf. 
V letech 1563 až 1585 byla na hoře Emmersbergu postavena pevnost Munot ve stylu rondelového opevnění Albrechta Dürera. V letech 1618–1648 bylo městské opevnění dále rozšířeno na ochranu před bavorskými a švédskými vojsky během třicetileté války. 30. září 1633, po obléhání Kostnice, se generál Johann von Aldringen a vojevůdce Gómez Suárez de Figueroa přesunuli do Klettgau, ze Stühlingenu ohrožovali město Schaffhausen a společně veleli armádě čítající asi 30 000 mužů. Po vyjednávání se 8. října přesunuli do Tiengenu, který od Švédů převzali, a poté obléhali Rheinfelden.
V 16. a 17. století byli pro svou víru pronásledováni také stoupenci anabaptistického hnutí ve městě. Tzv. Schleitheimský článek se v roce 1527 stal prvním formulovaným vyznáním anabaptistického hnutí.
Morová epidemie dosáhla svého vrcholu v roce 1629. V tomto roce zemřelo na mor 2595 obyvatel, což odpovídalo přibližně polovině obyvatel města.

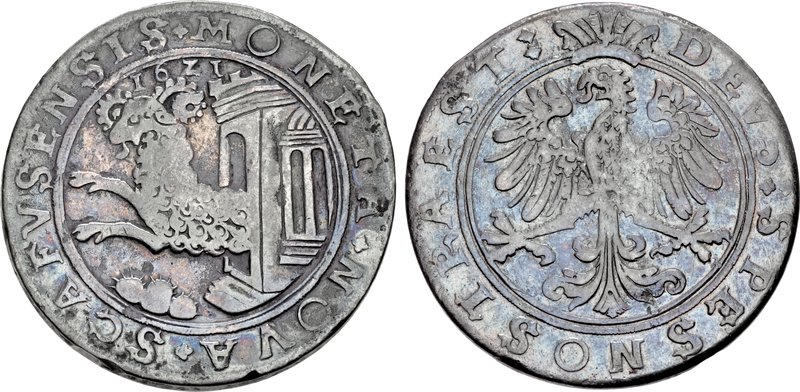
Schaffhausenské tolary z roku 1621

V roce 1667 koupil Schaffhausen od hraběte ze Sulzu vrchnostenské právo a s ním i vládu nad severní částí zemského lankrabství Klettgau. Město tak získalo kontrolu nad obcemi Wilchingen, Osterfingen, Gächlingen, Trasadingen, Löhningen, Neuhausen am Rheinfall, Rüdlingen a Buchberg. V roce 1723 získalo město Schaffhausen od rakouského lankrabství Nellenburg za vysokou cenu 221 744 guldenů (1 městský dům stál asi 2 000 guldenů) vrchnostenské právo, a tím i svrchovanost nad vesnicemi v říši s výjimkou Büsingenu. Ten se do područí Schaffhausenu již nikdy nevrátil; Schaffhausen zde však nechal v roce 1693 unést a uvěznit rakouského leníka Eberharda Im Thurna. Teprve po masivním nátlaku Rakouska byl v roce 1699 propuštěn. Tento politický incident z historie Büsingenu je jedním z důvodů, proč je toto místo dodnes německou exklávou.
V 16. a 17. století nechal Schaffhausen razit tolary, které se nazývaly Bockstaler nebo Schaffhauser Taler. Na aversu tolaru je zobrazen znak Schaffhausenu s beranem vyskakujícím z brány věže, kterou lidé nazývali Bock. Na reversu je zobrazena jednoduchá nebo dvojitá císařská orlice. Na averzu je vyobrazen znak Schaffhausenu s beranem vyskakujícím z brány věže. Averzní podoba tolaru se objevuje již na motivu středověkých brakteátů (grošů) ze Schaffhausenu - beran vyskakující z věže.

### Helvétská republika

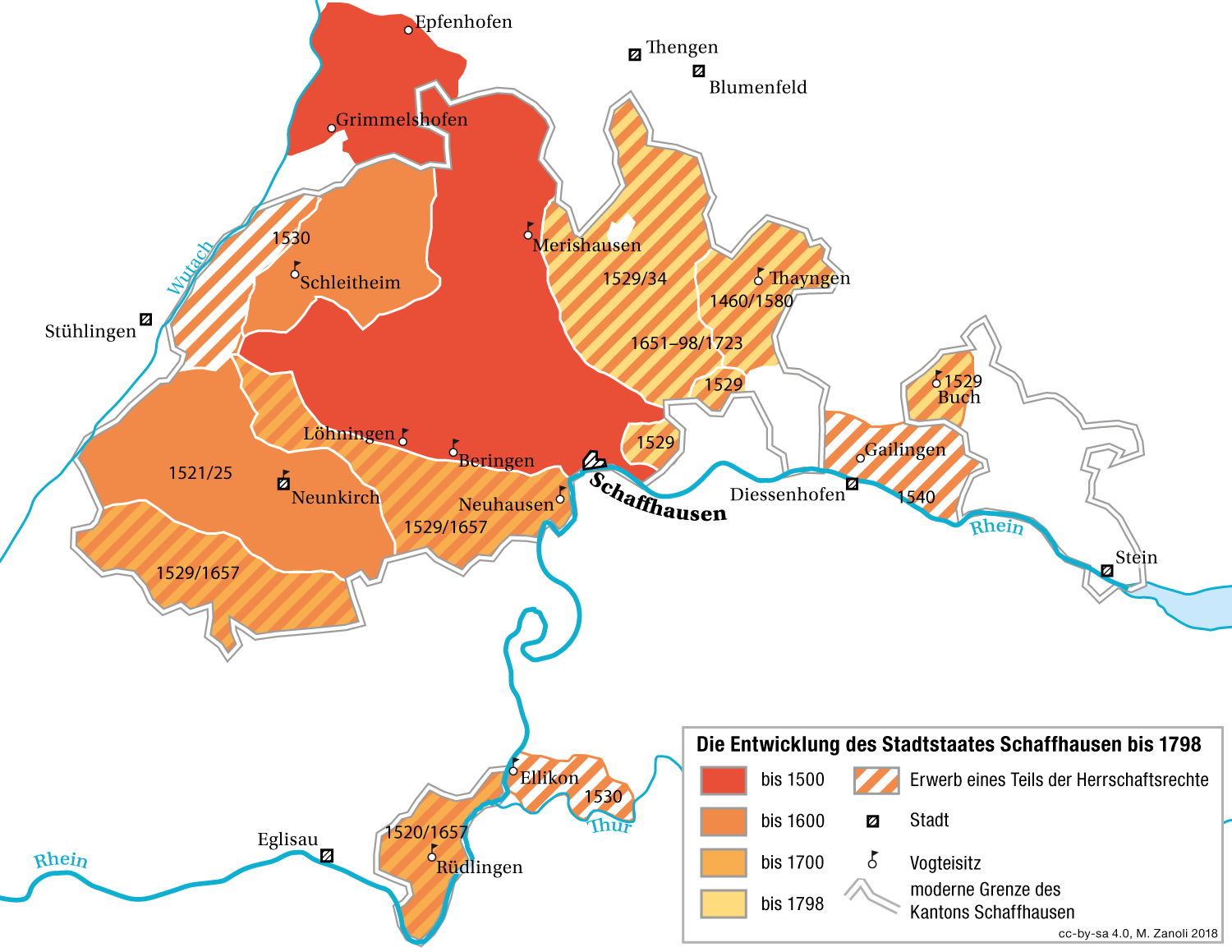
Vývoj hranic státu Schaffhausen za Helvétské republiky

V roce 1798 vstoupila do Schaffhausenu francouzská vojska během druhé napoleonské koaliční války. 12. dubna 1798 byla francouzským revolučním výborem založena na půdě Staré konfederace Helvétská republika jako dceřiná republika Francie. To byl zánik městského státu Schaffhausen a počátek kantonu Schaffhausen. V témže roce bojovala francouzská vojska proti Rakousku a Rusku.
Kanton Schaffhausen, reorganizovaný Helvétskou republikou, se nyní skládal z okresů Schaffhausen, Klettgau, Reiat, Stein a Diessenhofen. Ke kantonu byly připojeny oblasti Dörflingen a Stein am Rhein, které dříve patřily ke kantonu Curych. Nižší oblastní soud v Ellikonu však byl přičleněn pod soud v Curychu. Oblast Diessenhofenu byla přičleněna k Schaffhausenu, ale v roce 1800 připadla kantonu Thurgau.
Dne 1. října 1798 obsadili město a pevnost Munot Francouzi poté, co se ve městě již 15. června objevili Balthasar Alexis Henri Antoine von Schauenburg a Jean-Jacques Rapinat. 15. listopadu 1798 do města dorazil André Masséna a požadoval ubytování pro francouzské raněné po bitvě u Ostrachu a bitvě u Stockachu. Generál Jean-Baptiste Jourdan nechal postavit muniční sklad a Munot byl vybaven děly.
13. dubna 1799 generál Maximilian Baillet von Latour a major Michael von Kienmayer rozmístili 6000 mužů u Herblingenu a Büsingenu. Děla byla umístěna u Buchthalenu na řece Windegg. Poté, co výzva ke kapitulaci města a pevnosti zůstala bez odezvy, začalo kolem 15. hodiny ostřelování. Munotská posádka palbu opětovala, ale po útoku na město kolem 17. hodiny odhodila děla do příkopu, kde se jich zmocnili Rakušané. Aby Francouzi zmařili pronásledování, zapálili Grubenmannův most. Ten byl postaven v roce 1758 podle plánů appenzellského stavitele Hanse Ulricha Grubenmanna. Ve dnech 22. a 23. května 1799 překročilo zhruba 25 000 rakouských vojáků pod vedením arcivévody Karla po dvou provizorních mostech Rýn z jižního Německa. Předtím bylo více než 1200 obyvatel regionu nuceno zajistit předmostí rýnskou pevností v Schaarenwaldu, která se skládala z valů, příkopů a zákopů. V srpnu Rakušany vystřídala spojenecká ruská vojska pod velením velitele Borodina, která se utábořila mezi Büsingenem a Gailingenem. Po druhé bitvě u Curychu se koncem října stáhli a Rakušané zaujali své pozice.
1. května 1800 překročil francouzský generál Lecourbe s 30 000 vojáky Rýn u Rheinklingenu. 2. května vpochodoval generál Moreau s 35 000 vojáky do Schaffhausenu. V tvrdé pouliční bitvě byl Schaffhausen znovu dobyt pro Francii. Město nyní zůstalo více než rok obsazené. Napoleon Bonaparte se úspěšně postavil na odpor a 19. února 1803 byla uzavřena Ústava o zprostředkování. Panovnická práva však byla vyjasněna až v závěrečném aktu císařské deputace, který byl sepsán v Regensburgu.
Městečko Stein am Rhein a obce Ramsen a Hemishofen byly za francouzské okupace přiřazeny k právě vzniklému kantonu Schaffhausen. Do té doby patřily Curychu. Jednalo se o jediné územní rozšíření kantonu Schaffhausen. Dřívější územní expanze prováděl městský stát Schaffhausen. Dörflingen byl vyměněn s Curychem za Ellikon am Rhein. Ve stejném roce byl kantonu Schaffhausen přidělen i okres Diessenhofen. Již v roce 1800 byl však definitivně převeden pod kanton Thurgau.

### 19. století – současnost

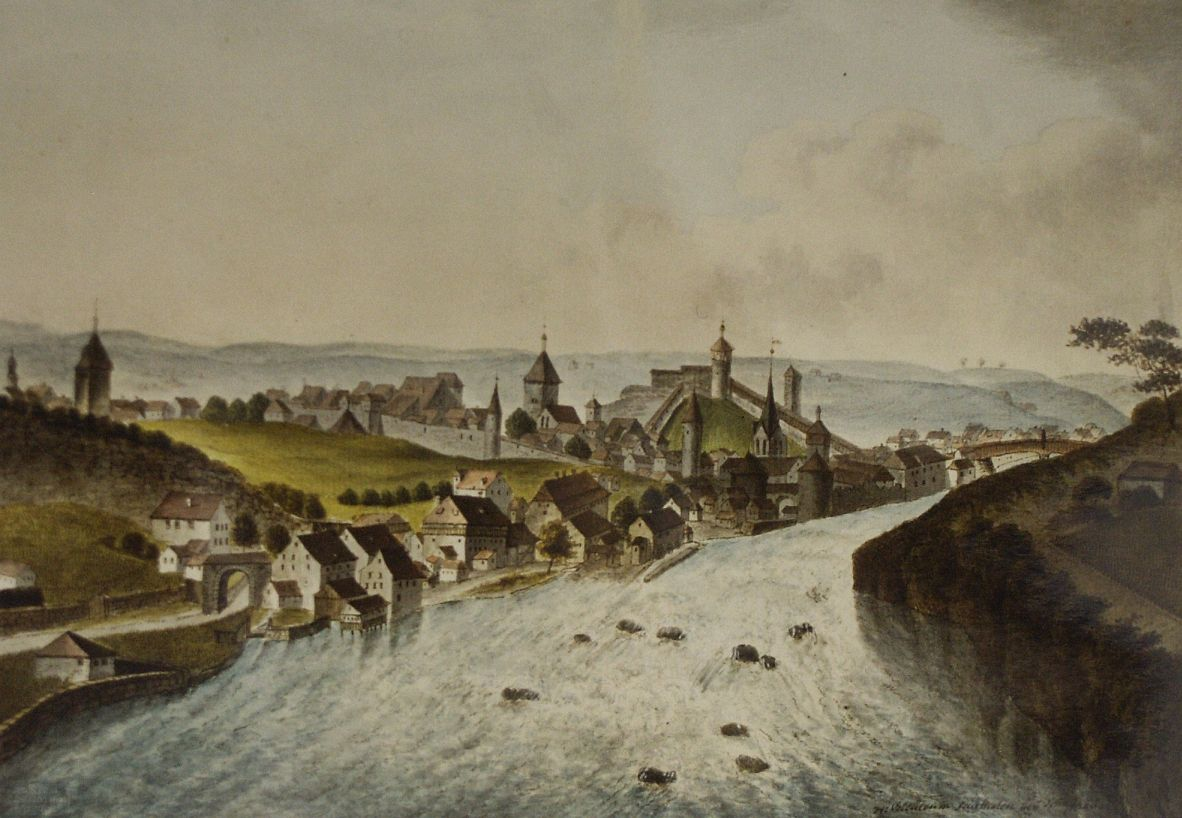
Město okolo roku 1850

Letecký snímek města z roku 1919

#### Úpadek městského státu
Nespokojení obyvatelé Klettgau se v roce 1831 vydali ozbrojeni k branám hlavního města. Městský stát se definitivně rozpadl a 12 cechů a spolků ztratilo politickou nadvládu, kterou disponovaly od roku 1411. Od roku 1847 se již cechy nemohly podílet na volbě radních. V roce 1855 vstoupil v kantonu Schaffhausen v platnost nový živnostenský zákon. Tím skončil vliv cechů v hospodářské sféře a byla otevřena cesta k industrializaci. Se 48 křesly získaly venkovské obce ve Velké radě většinu. Město Schaffhausen mělo povoleno pouze 30 zástupců. Venkovské obce získaly nezávislost a mohly si jmenovat vlastní obecní rady.

#### Industrializace
V roce 1802 založil Johann Conrad Fischer (1773–1854) v údolí Mühlental u Schaffhausenu slévárnu. Ta se později stala společností Georg Fischer AG. V letech 1831–1835 byl Fischer vrchním starostou Schaffhausenu. Kolem roku 1850 byly v Schaffhausenu a Neuhausenu založeny společnosti jako IWC, Alusuisse a SIG. Ve 20. století se z nich staly velké mezinárodní společnosti. V roce 1866 byla dokončena přehrada Moser na Rýně, kterou plánoval Heinrich Moser. V té době to byla největší vodní elektrárna ve Švýcarsku. Energie přenášená po drátech byla klíčem k industrializaci regionu Schaffhausen. V roce 1963 byla přehrada Moser nahrazena dnešní elektrárnou. V roce 1885 byl uveden do provozu vysokotlaký vodovod. Poprvé tak bylo možné systematicky rozvíjet vnější městské čtvrti.

#### Napojení na železnici
Schaffhausen získal první železniční spojení v roce 1857 s Winterthurem. Ve stejném roce byla otevřena i železniční stanice v Schaffhausenu. Současná nádražní budova však byla postavena až v roce 1869. V roce 1866 byla dokončena tzv. Hochrheinbahn mezi Waldshutem a Kostnicí. Schaffhausen tak získal napojení na síť Bádenské dráhy. V roce 1895 následovala další trať do Steinu nad Rýnem a Kreuzlingenu. Trať přes Eglisau do Curychu byla nakonec otevřena v roce 1897.

#### Bombardování Schaffhausenu za 2. světové války

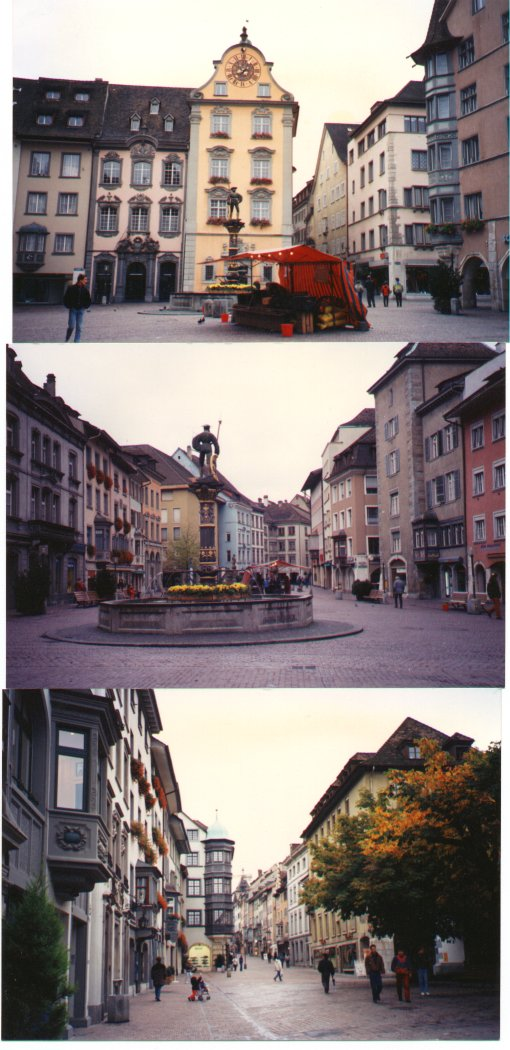
Pohledy na staré město Schaffhausenu

Během druhé světové války se město stalo 1. dubna 1944 v 10:55 hodin cílem náletu tří bombardovacích letek 8. letecké armády. Celkem 47 letounů Consolidated B-24 Liberator svrhlo na město 378 výbušných a zápalných bomb, které zabily 40 lidí (29 mužů, 9 žen a 2 děti). 271 lidí bylo zraněno, někteří vážně, a 465 jich zůstalo bez domova. Zesnulí odpočívají ve společném hrobě na lesním hřbitově v Schaffhausenu. V důsledku zničení továren přišlo o práci více než tisíc dělníků. Přírodovědné muzeum na Herrenackeru bylo téměř úplně zničeno, bombardováno bylo také Museum zu Allerheiligen. Zničeno bylo téměř celé dílo schaffhausenského renesančního umělce Tobiase Stimmera. Tehdejší americký prezident Franklin Delano Roosevelt se obyvatelům Schaffhausenu omluvil a Spojené státy zpočátku zaplatily 4 miliony dolarů jako reparace. Dlouhou dobu platila teorie, že bombardování Schaffhausenu bylo zločinem.
Dlouho přetrvávala teorie, že bombardování bylo zamýšleno jako cílený „odvetný úder“ schaffhausenskému průmyslu, který dodával německé říši zbraně. Nicméně nyní již zpřístupněné spisy v amerických a britských archivech ukazují, že bombardování bylo tragickým omylem. Skutečným cílem útoku byly továrny IG Farben (nyní BASF) v Ludwigshafenu u Rýna, 200 km severně. V důsledku velmi špatného počasí nad Lamanšským průlivem, Francií a jižním Německem se nezkušení piloti odchýlili od kurzu a ztratili orientaci; vítr v zádech o rychlosti asi 100 kilometrů za hodinu způsobil, že se odchýlili od kurzu.
Každý rok 1. dubna se v Schaffhausenu rozezní zvony, které připomínají tento osudný útok. Jednalo se o dosud nejtěžší bombardování švýcarského města. Spojenecké nálety na Švýcarsko si později vyžádaly i další oběti, například ve Steinu am Rhein, kde 22. února 1945 zahynulo devět lidí.
Zatímco v roce 1944 Američané vyplatili odškodné ve výši 4 milionů dolarů, 21. října 1949 obdrželo Švýcarsko od USA konečnou dodatečnou částku 62 176 433,06 švýcarských franků (14 392 692,82 USD) za veškeré škody na majetku a škody na zdraví způsobené USA ve Švýcarsku.

#### Rozvoj ve 20. století
Velký průmyslový boom po druhé světové válce vedl k nedostatku průmyslových pozemků v Schaffhausenu. V letech 1966–1974 se rozvíjela průmyslová oblast Herblingertal. Bylo třeba odstranit téměř tři miliony metrů krychlových zeminy. Současně byla v Schaffhausenu postavena nová elektrárna na Rýně, která nahradila téměř sto let starou přehradu Moser a vyžádala si přeložení silnic na nábřeží Rýna a nový most přes Rýn. Na tyto stavby byla použita část zeminy. Přepracována musela být také zátopová část elektrárny. Rýnská promenáda Lindli z Güterhofu přes Salzstadel do Büsingenu byla z Rýna rekultivována pomocí výplňového materiálu z údolí Herbling.
V roce 1996 byl otevřen obchvat města pomocí úseku dálnice A4, aby se odlehčilo městu od husté tranzitní dopravy.

## Obyvatelstvo
V roce 2020 ve městě žilo přibližně 37 000 obyvatel.
Schaffhausen je dle rozlohy 15. největším švýcarským městem.
Město je centrem kantonu Schaffhausen. K aglomeraci Schaffhausenu patří také severní oblast Zürcher Weinland, okres Diessenhofen v kantonu Thurgau a německé městečko Büsingen am Hochrhein. V aglomeraci Schaffhausenu žije přibližně 100 000 obyvatel.
| Vývoj počtu obyvatel | Vývoj počtu obyvatel | Vývoj počtu obyvatel | Vývoj počtu obyvatel | Vývoj počtu obyvatel | Vývoj počtu obyvatel | Vývoj počtu obyvatel | Vývoj počtu obyvatel | Vývoj počtu obyvatel | Vývoj počtu obyvatel | Vývoj počtu obyvatel | Vývoj počtu obyvatel | Vývoj počtu obyvatel | Vývoj počtu obyvatel | Vývoj počtu obyvatel | Vývoj počtu obyvatel | Vývoj počtu obyvatel |
| -------------------- | -------------------- | -------------------- | -------------------- | -------------------- | -------------------- | -------------------- | -------------------- | -------------------- | -------------------- | -------------------- | -------------------- | -------------------- | -------------------- | -------------------- | -------------------- | -------------------- |
| Rok                  | 1771                 | 1850                 | 1870                 | 1888                 | 1900                 | 1920                 | 1941                 | 1950                 | 1960                 | 1970                 | 1980                 | 1990                 | 2000                 | 2010                 | 2020                 |                      |
| Počet obyvatel       | 6969                 | 7700                 | 10 214               | 12 315               | 15 275               | 20 064               | 22 498               | 27 261               | 32 840               | 37 035               | 34 250               | 34 225               | 33 072               | 35 045               | 36 971               |                      |

## Politika
Nejvyšším voleným a zákonodárným orgánem města (politické obce) Schaffhausen je Velká městská rada (Grosse Stadtrat). Skládá se z 36 členů, kteří jsou voleni voliči každé čtyři roky. Pro funkční období 2009 byla v referendu snížena z dřívějších 50 na 36 členů. Členové jsou voleni poměrným zastoupením. Městská rada pořádá každoročně přibližně 20 veřejných zasedání, která se konají v úterý v 18 hodin v radničním altánu.
Kanton Schaffhausen je jediným švýcarským kantonem, ve kterém platí povinná volební účast. Podle článku 9 volebního zákona tohoto kantonu se tato povinnost vztahuje nejen na všechna hlasování a volby na komunální, kantonální a spolkové úrovni, ale také na účast v komunálních shromážděních.

## Hospodářství

Průmyslový závod Georg Fischer AG v Schaffhausenu (snímek z roku 1929)

### Středověk až 19. století
Před industrializací se na hospodářství města nejvíce podílelo vinařství, tkalcovství lnu, lodní doprava a obchod. Pivovar Falken existuje od roku 1799 a od roku 1802 byl více než 150 let největším zaměstnavatelem ve městě těžký průmysl firmy Georga Fischera (GF). Díky přehradě Moser postavené v roce 1866 se zde v 19. století usídlily průmyslové podniky jako International Watch Company (IWC), Furrer Jacot, továrna na pletací stroje, továrna Kammgarn (schaffhausenská vlna), Amsler Maschinenfabrik, Maschinenfabrik Rauschenbach a další. Občanská záložna Schaffhausen (Ersparniskasse Schaffhausen) byla založena již v roce 1817 a kantonální banka Schaffhauser Kantonalbank existuje od roku 1883.

### 20. století
V první polovině 20. století zde vznikl výrobce součástek pro jízdní kola Weinmann, výrobce elektrických rozvaděčů CMC a farmaceutická společnost Cilag. Po druhé světové válce vedl velký průmyslový boom k nedostatku pozemků pro rozvoj průmyslu, a proto se v letech 1966–1974 Herblingertal rozvíjel jako průmyslová zóna. Nové seřaďovací nádraží bylo provizorně otevřeno v roce 1968 a definitivně v roce 1975. V roce 1967 byla postavena moderní říční elektrárna, která měla mimo jiné zajišťovat energetické potřeby průmyslu. V 80. letech 20. století byla uzavřena slévárna oceli GF a několik strojírenských závodů a hospodářství Schaffhausenu prošlo výraznou změnou z těžkého průmyslu na průmysl služeb, k čemuž přispěla mimo jiné daňová politika a hospodářská podpora.

### Současnost
V Schaffhausenu dnes sídlí mezinárodně známé společnosti jako Garmin, Tyco International a Groupon, a proto zde působí také mezinárodní škola s výukou angličtiny. V Schaffhausenu dále sídlí největší nezávislý švýcarský dodavatel na trhu s počítači a elektronikou, skupina PCP.COM. Také zde sídlí vývojářský tým Urban Games.

## Sport
Ve městě působí dva fotbalové týmy. SV Schaffhausen, který hraje 1. švýcarskou ligu, což je třetí nejvyšší švýcarská fotbalová soutěž a FC Schaffhausen, který hraje Challenge League, druhou nejvyšší soutěž.

## Doprava

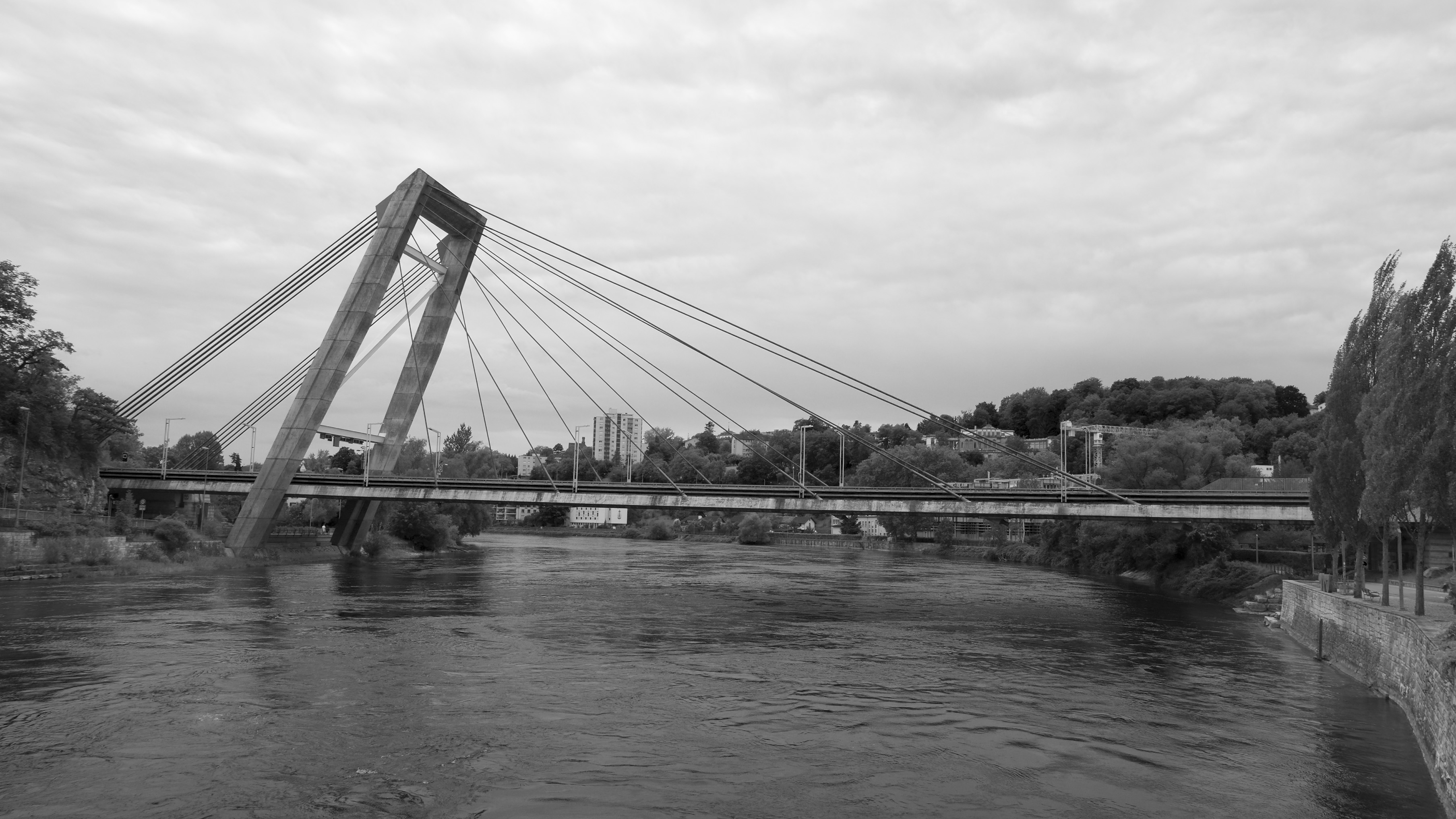
Most Schrägseilbrücke přes Rýn na dálnici A4.

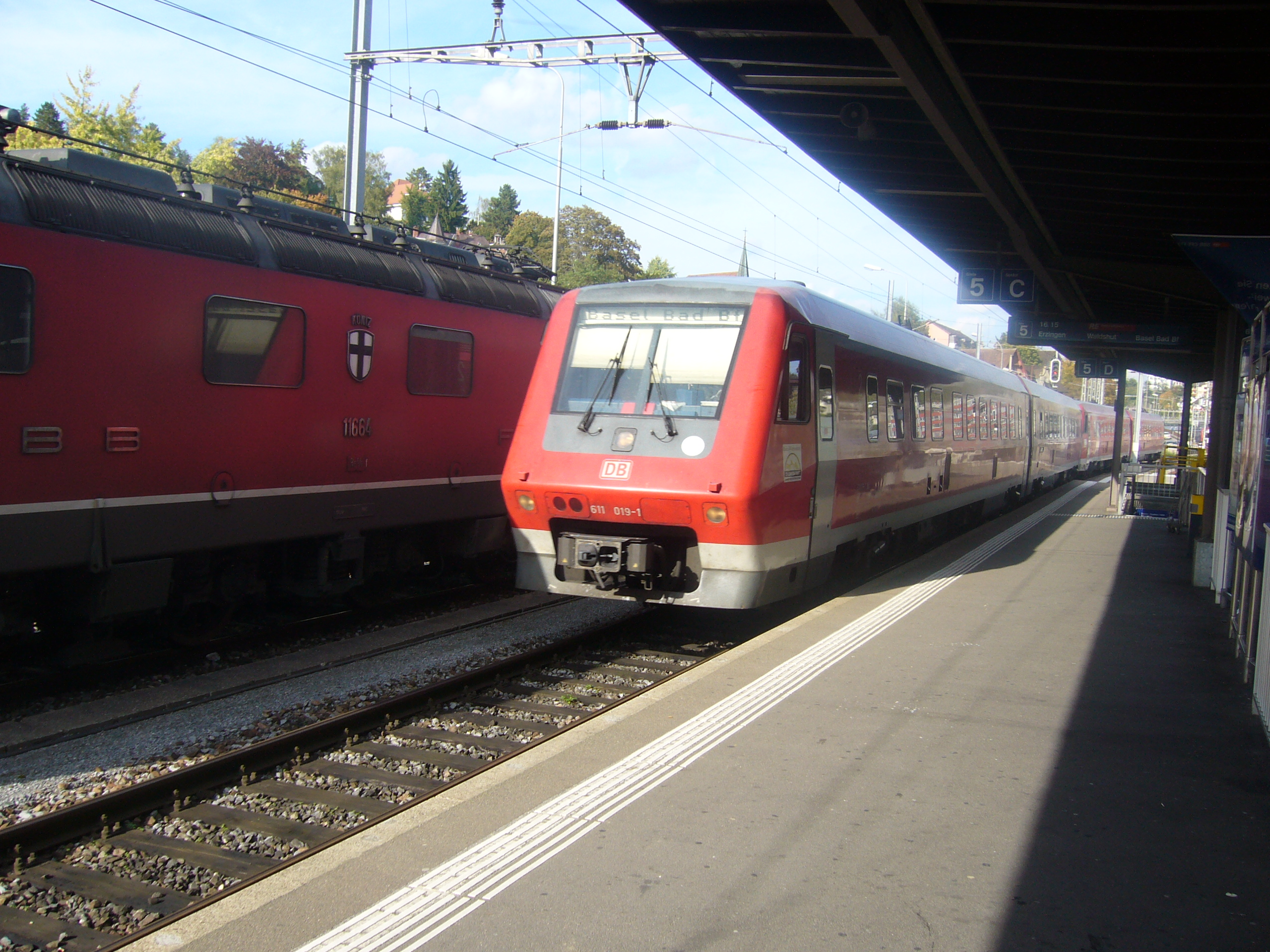
Vlak kategorie InterRegioExpress na nádraží Schaffhausen

### Silniční doprava
Schaffhausen je spojen dálnicí A4 s městy Winterthur na jihu a Bargen na sever od města. Severovýchodním směrem vede silnice č. 15 (J15) přes město Thayngen k německé dálnici A81 ve směru Stuttgart. lavní silnice 13, 14 a 15 vedou přes most přes Rýn do Feuerthalenu.

### Železnice
Nádraží je provozováno společně švýcarskými spolkovými drahami SBB a DB. SBB provozuje spoje do Curychu a přes Bülach, Stein am Rhein a Kreuzlingen do Romanshornu. DB provozuje spoje na basilejské nádraží Bad Bf, do Singenu a odtud dále do Kostnice a Lindau u Bodamského jezera, a také spoje na trati Gäubahn do Stuttgartu a Ulmu. Některé ze spojů jsou provozovány společností Thurbo.

### Tramvaje
V letech 1905 až 1964 zde byla v provozu tramvajová trať Schaffhausen–Schleitheim, která byla nahrazena trolejbusy.

### Autobusy a trolejbusy

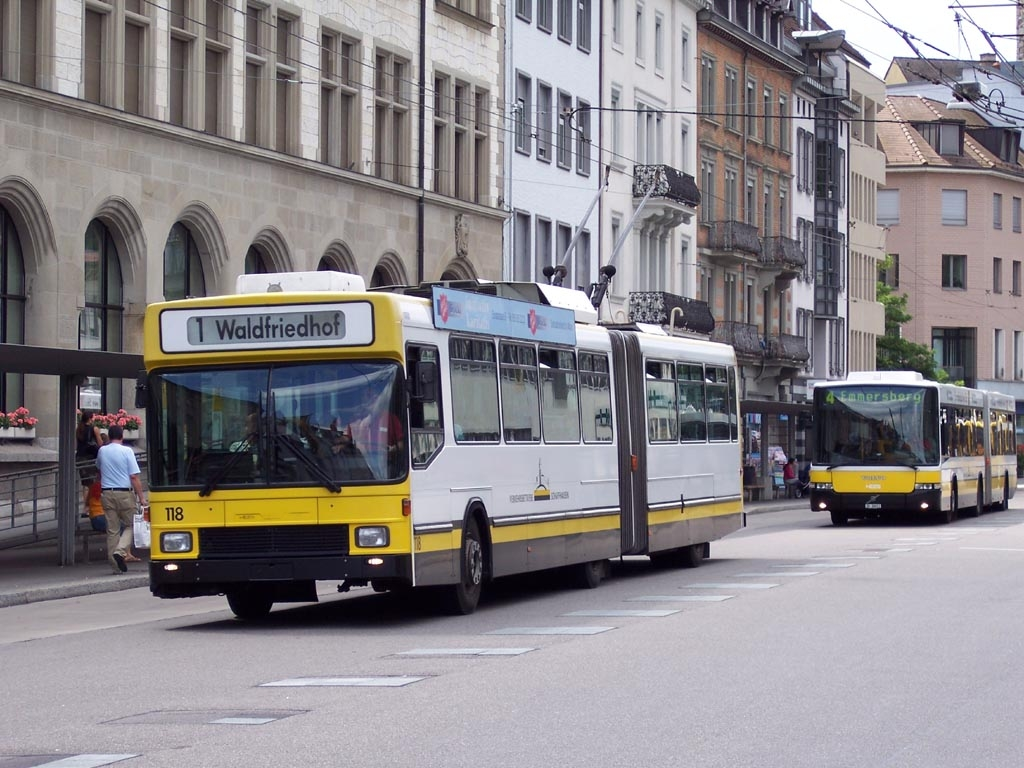
Trolejbusy a autobusy v ulici Bahnhofstrasse

Trolejbusovou a autobusovou dopravu ve městě provozuje společnost Verkehrsbetriebe Schaffhausen (VBSH) v počtu celkem osm autobusových linek v Schaffhausenu a v Neuhausenu am Rheinfall. Od roku 2020 je vozový park v Schaffhausenu přestavěn na elektrobusy.
Sedm příměstských regionálních linek 21 až 25, 27 a 28 společnosti VBSH obsluhuje všechny ostatní oblasti kantonu Schaffhausen. Kromě toho společnost SüdbadenBus GmbH obsluhuje i další regionální linky, například Stein am Rhein-Singen, a také společnost Die Schweizerische Post s Postbusy (Postauto).
Všichni poskytovatelé veřejné dopravy byli od roku 1988 sdruženi v tarifním sdružení Schaffhausen, které bylo se změnou jízdních řádů v roce 2017 začleněno do tarifního sdružení Ostwind.
Roku 2004 byl vedle železniční stanice otevřen nový autobusový terminál, ze kterého jsou provozovány linky po celém kantonu Schaffhausen i sousedících kantonů Zürich a Thurgau a také do přilehlých oblastí jižního Německa. Terminál využívají společnosti: SchaffhausenBus, SüdbadenBus GmbH a Postauto.

### Lodní doprava
V sezóně (duben–říjen) provozuje společnost Schweizerische Schifffahrtsgesellschaft Untersee und Rhein (URh) motorové lodě na Rýnu až k Bodamskému jezeru.

### Cyklostezky a pěší trasy
Schaffhausen je napojen na národní síť cyklostezek a pěších tras.

## Osobnosti
- Gilberto Agustoni (1922–2017), švýcarský kardinál, narodil se v Schaffhausenu
- Emil Barell (1874–1953), švýcarský chemik a podnikatel
- Erich von Däniken (* 1935), švýcarský spisovatel, v Schaffhausenu absolvoval školní docházku
- Roberto Di Matteo (* 1970), švýcarský fotbalista, pochází ze Schaffhausenu
- Ralph Dutli (* 1954), švýcarský prozaik a překladatel, pochází ze Schaffhausenu
- Friedrich Emanuel von Hurter (1787–1865), švýcarsko-rakouský historik
- Hermann Rorschach (1884–1922), švýcarský psycholog a psychiatr, vyrostl v Schaffhausenu
- Albert Weber (* 1957), švýcarský výtvarný umělec
- Markus Werner (1944–2016), švýcarský spisovatel, žil a zemřel v Schaffhausenu

## Zajímavost
Albert Einstein v letech 1901 až 1902 působil v Schaffhausenu jako učitel a vychovatel.